# Glasow (Vorpommern)
Glasow er en by og kommune i det nordøstlige Tyskland, beliggende i Amt Löcknitz-Penkun i den sydøstlige del af Landkreis Vorpommern-Greifswald. Landkreis Vorpommern-Greifswald ligger i delstaten Mecklenburg-Vorpommern.

## Geografi
Kommunen Glasow er beliggende mellem Löcknitz og Penkun i et bakket landskab. Omkring tre kilometer vest for Glasow løber floden Randow i Randowbruch og danner det meste af den vestlige kommunegrænse; ti kilometer mod øst løber grænsen til Polen. Ud over Glasow, findes også landsbyen Streithof i kommunen.

## Eksterne kilder og henvisninger
- Wikimedia Commons har flere filer relateret til Glasow (Vorpommern)
- Byens side på amtets websted
- Befolkningsstatistik (Webside ikke længere tilgængelig)